# Mon père va me tuer
Pour plus de détails, voir Fiche technique et Distribution.
Mon père va me tuer (È stato il figlio) est un film dramatique et grotesque italo-français coécrit, photographié et réalisé par Daniele Ciprì et sorti en 2012.

## Synopsis
Le film raconte une histoire véritable survenue à Palerme au cours des années 1970. Une famille démunie composée de Nicola Ciraulo, son épouse Loredana et leurs enfants Tancredi et Serenella, vit avec les grands-parents Fonzio et Rosa, dans une extrême précarité. La famille achète une grosse automobile grâce à l'argent qui leur a été donné par l'État italien afin de les dédommager de la mort de la fille Serenella, touchée et tuée par une balle égarée.

## Fiche technique
- Titre original : È stato il figlio
- Titre : Mon père va me tuer
- Titre québécois :
- Réalisation : Daniele Ciprì
- Scénario : Daniele Ciprì, Massimo Gaudioso et Miriam Rizzo d'après Fils de personne de Roberto Alajmo
- Direction artistique : Marco Dentici
- Décors :
- Costumes : Grazia Colombini
- Photographie : Daniele Ciprì
- Son :
- Montage :
- Musique :
- Production : Alessandra Acciai et Giorgio Magliulo
- Sociétés de production : Babe Film et Passione
- Distribution :
- Budget :
- Pays d'origine :  Italie/ France
- Langue : italien
- Format : couleur - 35 mm - 2.35:1
- Genre : drame
- Durée : 90 minutes
- Langue : italien
- Dates de sortie : 
  -  Italie : 1er septembre 2012  (Mostra de Venise 2012), 14 septembre 2012
  -  France : 2012

## Distribution
- Toni Servillo : Nicola Ciraulo, le chef de famille
- Giselda Volodi : Loredana, sa femme
- Giuseppe Vitale : Ami de Nicola
- Alfredo Castro : Busu
- Aurora Quattrocchi : Grand-mère Rosa
- Mauro Spitaleri : l'avocat Modica
- Alessia Zammitti : Serenella Ciraulo
- Fabrizio Falco : Tancredi Ciraulo
- Benedetto Ranelli : Grand-père Fonzio

## Distinctions

### Récompenses
- 2012 Osella d'or à Daniele Cipri à la Mostra de Venise 2012.